# Lissy (film)
Lissy (titlul original: în germană Lissy) este un film dramatic est-germanan, realizat în 1957 de regizorul Konrad Wolf, după romanul omonim al scriitorului Franz Carl Weiskopf, protagoniști fiind actorii Sonja Sutter, Horst Drinda, Hans-Peter Minetti și Kurt Oligmüller.

## Rezumat
Germania anului 1932. Lissy, fiica unui muncitor social-democrat și vechi sindicalist, vrea să iasă din mediul plictisitor din jurul casei din Berlin. Alfred Fromeyer, un tânăr chipeș, îi promite o existență sigură ca soție a unui angajat.
Dar primul lor copil a sosit prea devreme și Fromeyer și-a pierdut poziția sa de angajat. Se lasă sedus de sloganurile naziste și devine lider al furtunoasei SA. Fratele lui Lissy, Paul, fost membru al Frontului Tinerilor Roșii, acuma poartă și el uniforma SA. Paul însă, devine suspectat de naziști din cauza trecutului său comunist și într-o zi este împușcat din spate. Acest eveniment îi deschide ochii lui Lissy și decide că nu mai poate să rămână soția lui Fromeyer...

## Distribuție
- Sonja Sutter – Lissy
- Horst Drinda – Alfred Frohmeyer
- Hans-Peter Minetti – Paul Schröder
- Kurt Oligmüller – Kaczmierczik
- Gerhard Bienert – tatăl Schröder
- Else Wolz – mama Schröder
- Raimund Schelcher – Max Franke
- Christa Gottschalk – Toni Franke
- Mathilde Danegger – purtătoarea de cuvânt
- Annemarie Hase – dna. Kaluweit
- Willi Schwabe – casierul Gold
- Gerd Michael Henneberg – Staudinger
- Walter E. Fuß – Mixer
- Axel Triebel – Fromeyer, proprietarul
- Wilhelm Gröhl – directorul general
- Gerhard Rachold – tânărul din SA
- Rolf Ripperger – colegul lui Fromeyer

## Premii
- 1957 Festivalul Internațional de Film de la Karlovy Vary – Premiul al III-lea
- 1957 Festivalul Internațional de Film al VI-a. Festivalul Mondial al Tineretului și Studenților de la Moscova: medalie de bronz